# لبروس مختلط
لبروس مختلط [بحاجة لمصدر](الاسم العلمي: Labrus mixtus) (بالإنجليزية: cuckoo wrasse)‏ هو نوع من الأسماك يتبع جنس اللبروس من الفصيلة اللبروسية.